# Suffragette City
"Suffragette City" es una canción escrita por el músico británico David Bowie. Fue originalmente lanzado en mayo de 1972 como lado B del sencillo "Starman" y posteriormente apareció en su quinto álbum, The Rise and Fall of Ziggy Stardust and the Spiders from Mars (1972). La canción fue más tarde relanzada como sencillo en 1976, con la versión estadounidense de "Stay" como lado B, para promocionar el álbum recopilatorio Changesonebowie en el Reino Unido.
"Suffragette City" recibió aclamación de los críticos de la música,  muchos elogiando el trabajo de guitarra, la interpretación de la banda, el falso final, la famosa letra y el poder de la canción. Posteriormente ha sido descrita como una de las mejores canciones de Bowie por múltiples periodistas, incluyendo NME. Bowie interpretó la canción frecuentemente durante sus conciertos y ha aparecido en numerosos álbumes compilatorios. Ha sido remasterizado en varias ocasiones, incluyendo en 2012 para el aniversario 40th del álbum; esta versión fue incluida como parte de la caja recopilatoria de 2015, Five Years (1969–1973).

## Composición y grabación

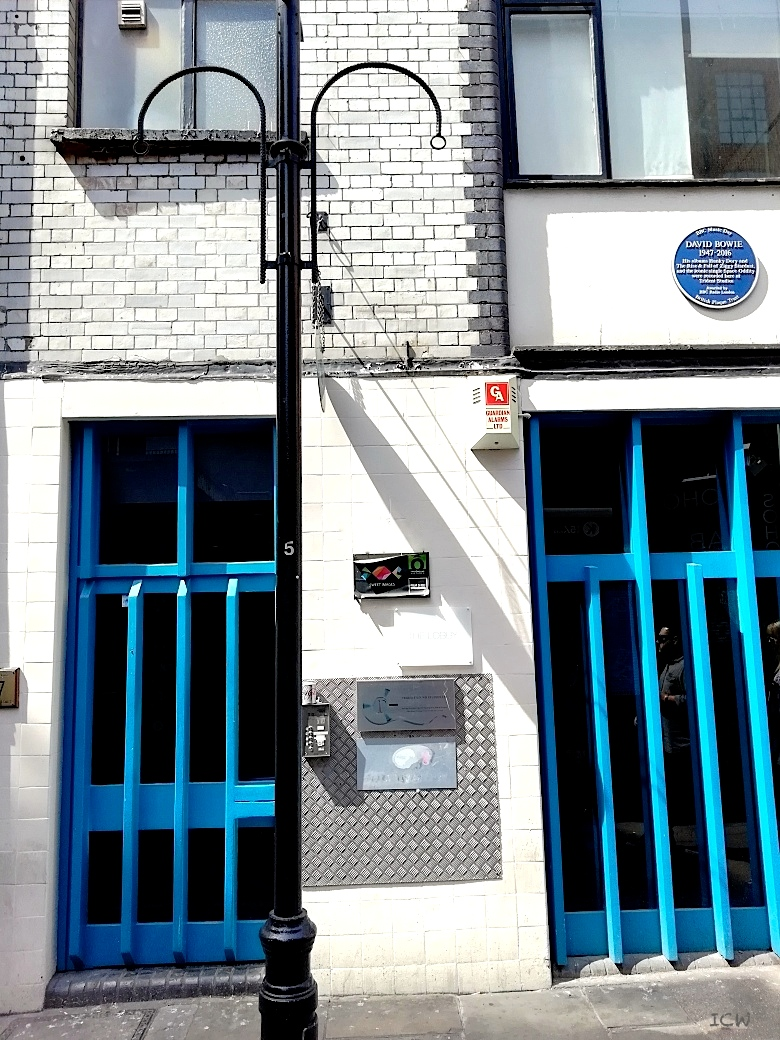
Los Trident Studios en 2018, donde el álbum fue grabado.

La pista es una canción de glam rock, proto-punk y hard rock.
"Suffragette City" fue grabada el 4 de febrero de 1972 en los	Trident Studios en Londres, casi al final de las sesiones de Ziggy Stardust. Las canciones "Starman" y "Rock 'n' Roll Suicide" fueron grabadas durante estas sesiones. Fue coproducido por Bowie y Ken Scott y grabado junto con la banda de soporte The Spiders from Mars, la cual consiste en Mick Ronson, Trevor Bolder y Mick Woodmansey. Antes de que Bowie la grabara, él la ofreció a la banda inglesa Mott the Hoople, facilitada la canción, la banda se abstuvo a su plan de separarse. La banda la rechazó pero grabaron "All the Young Dudes" en su lugar.

## Lanzamiento y recepción
"Suffragette City" fue originalmente lanzado el 5 de mayo de 1972 por RCA Records como lado B del sencillo "Starman" (como RCA 2199). Fue posteriormente publicado como la décima y última canción del quinto álbum de estudio de Bowie, The Rise and Fall of Ziggy Stardust and the Spiders from Mars el 16 de junio del mismo año. RCA relanzó la canción como un sencillo (RCA 2726) el 9 de julio de 1976, para promocionar el álbum recopilatorio Changesonebowie en el Reino Unido, con la versión estadounidense de "Stay" como lado B. El sencillo falló en posicionarse.
Ian Fortnam de Louder, en una reseña posicionando cada canción de peor a mejor del álbum, colocó "Suffragette City" en el número 5, llamándola "la canción más reconstruida de Ziggy". Terminando la reseña describiendo la canción como "glam rock en excelsis". En 2018, escritores de NME posicionaron a "Suffragette City" en la puesto número 14 de las Mejores 40 canciones de David Bowie. En 2015, la revista Ultimate Classic Rock colocó la canción en la lista de las 200 mejores canciones de los 70s.

## Versiones en vivo
- El 16 de mayo de 1972, Bowie grabó "Suffragette City" para el programa de radio de la BBC Sounds of the 70s, presentando por John Peel; las sesiones fueron transmitidas una semana después.[18] En 2000, esta grabación fue publicada en el álbum compilatorio Bowie at the Beeb.[19]
- Otra versión en vivo grabada en el Santa Monica Civic Auditorium el 20 de octubre de 1972 fue publicado en Santa Monica '72 y Live Santa Monica '72.[20]
- Una versión grabada en el Hammersmith Odeon en Londres, el 3 de julio de 1973 fue publicada en Ziggy Stardust: The Motion Picture en 1983.[21]
- Una presentación grabada en el Tower Theater, Pensilvania como parte de la gira de Diamond Dogs, fue publicada en David Live.[22]
- Una versión grabada en el Universal Amphitheatre, California, durante la gira de Diamond Dogs el 5 de septiembre de 1974 fue incluida en Cracked Actor (Live Los Angeles '74).[23]
- Una interpretación en vivo durante la tercera etapa de la gira, grabada en octubre de 1974, fue publicada en 2020, en I'm Only Dancing (The Soul Tour 74).[24]
- Una versión grabada en el Coliseo Nassau, Uniondale durante la gira de Isolar el 23 de marzo de 1976 fue incluida en Rarestonebowie, y en Live Nassau Coliseum '76.[25]
- Actuaciones de la gira The Stage han sido publicadas en Stage (1978) y Welcome to the Blackout (Live London '78) (2018).[26][27]

## Otros lanzamientos
- La canción fue publicado como lado B del lanzamiento de sencillo de "Starman" el 5 de mayo de 1972.[13]
- Una versión grabada en vivo durante la gira de Diamond Dogs fue publicada como lado B del lanzamiento de sencillo "Young Americans" el 21 de febrero de 1975.[28]
- La canción fue publicado como sencillo junto con "Stay" como lado B el 9 de julio de 1976.[16]
- La canción ha aparecido en numerosos álbumes compilatorios de David Bowie:
  - Changesonebowie (1976)
  - Sound + Vision (1989)
  - Changesbowie (1990)
  - The Singles Collection (1993)
  - The Best of David Bowie 1969/1974 (1997)
  - Best of Bowie (2002)
  - The Platinum Collection (2006)
  - Five Years (1969–1973) (2015)

## Lista de canciones
Todas las canciones escritas por David Bowie.
1. "Suffragette City" – 3:28
2. "Stay" – 3:22

## Créditos
Créditos adaptados desde las notas del álbum.
- David Bowie – voz principal y coros, guitarra acústica
- Mick Ronson – guitarra eléctrica, piano, coros, sintetizador ARP 2600
- Trevor Bolder – bajo eléctrico
- Mick Woodmansey – batería